# Igala (peuple)
Pour les articles homonymes, voir Igala.
Les Igalas sont une population d'Afrique de l'Ouest vivant au centre-sud du Nigeria.

## Ethnonymie
Selon les sources et le contexte, on observe plusieurs formes : Atagara, Igala, Igalas, Igara, Igaras, Igarra.

## Langue
Leur langue est l'igala, une langue bénoué-congolaise dont le nombre de locuteurs était estimé à 800 000 en 1989.

## Culture

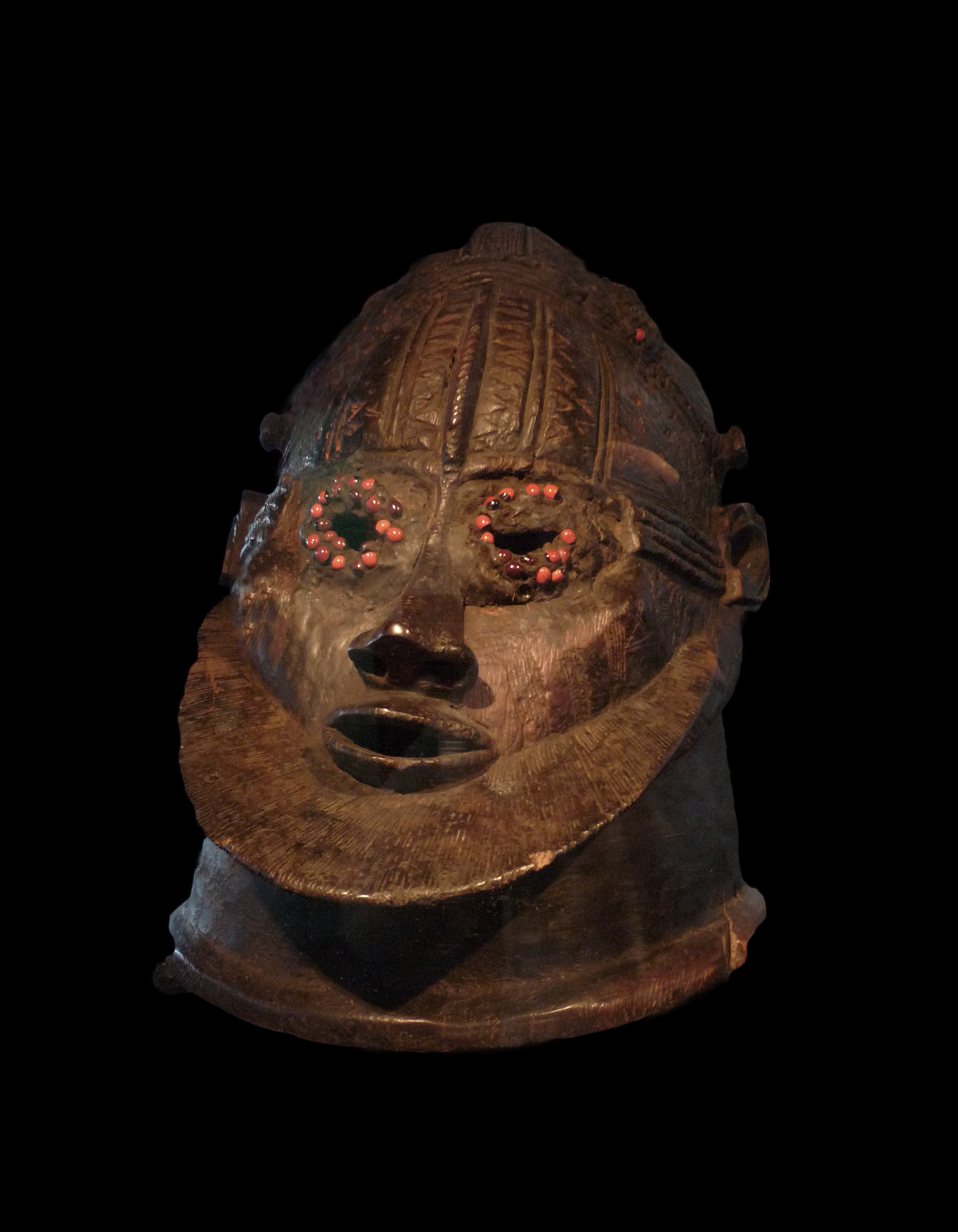
Masque-heaume Epe
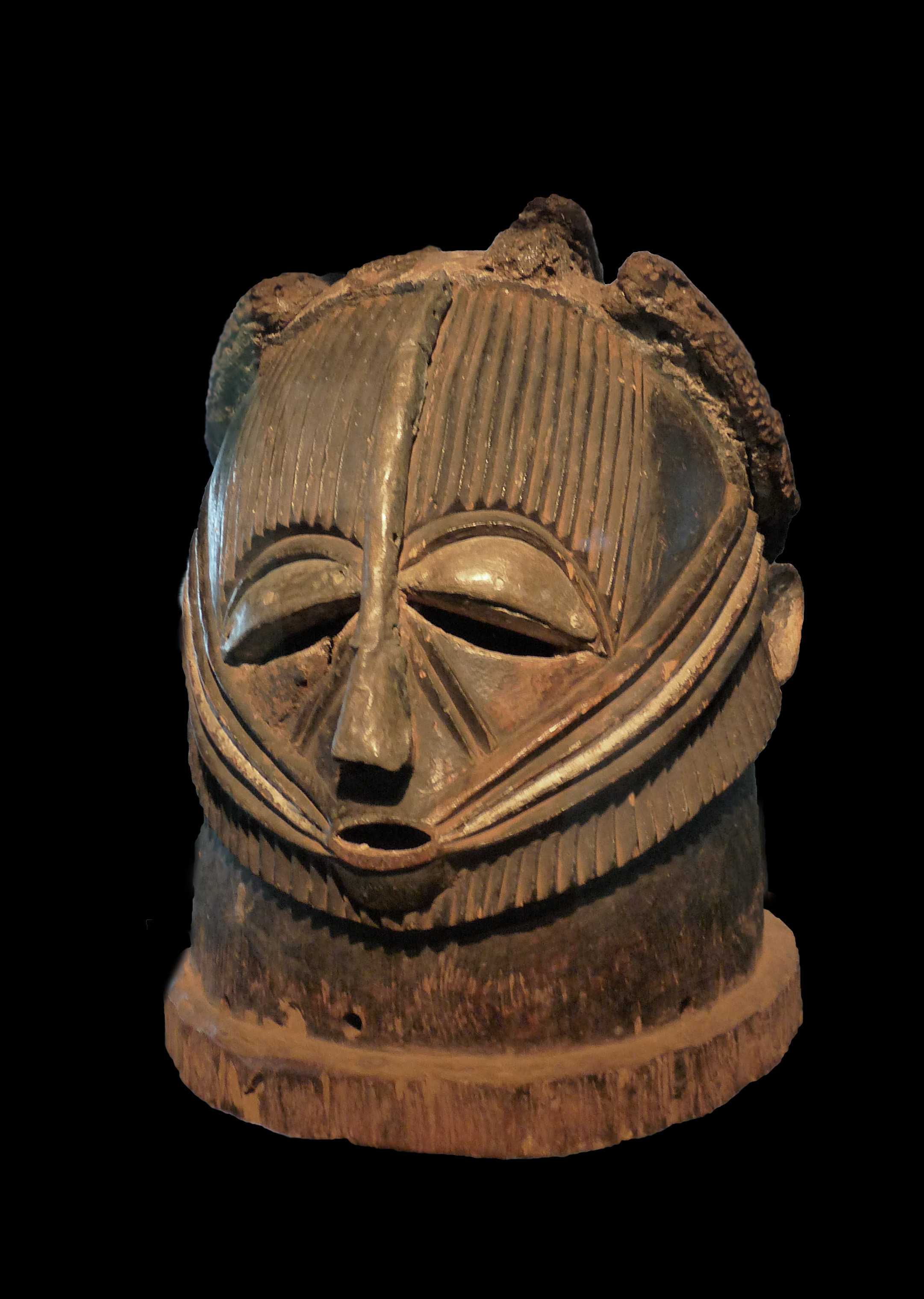
Masque-heaume Odumado
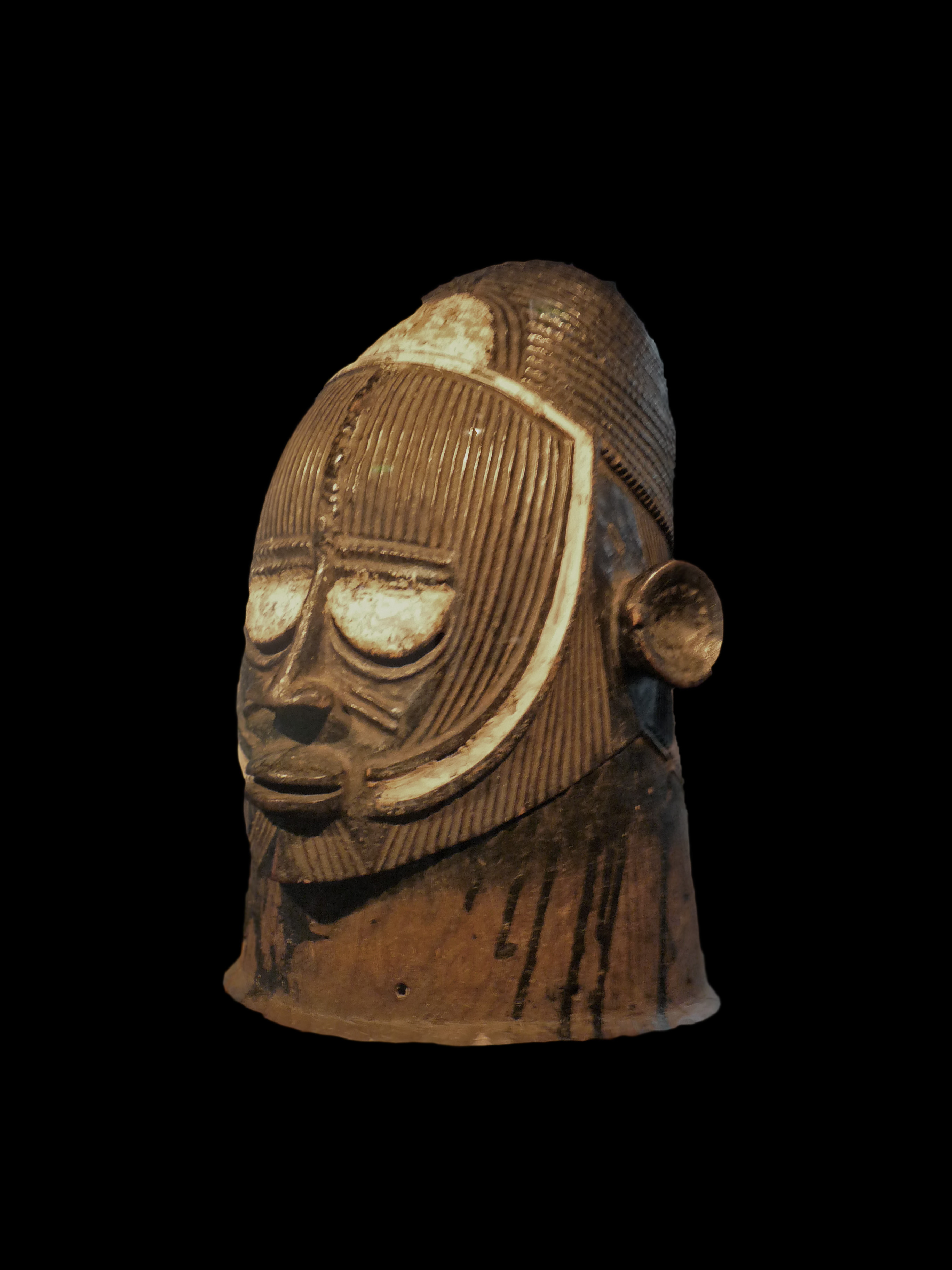
Masque-heaume royal Agba
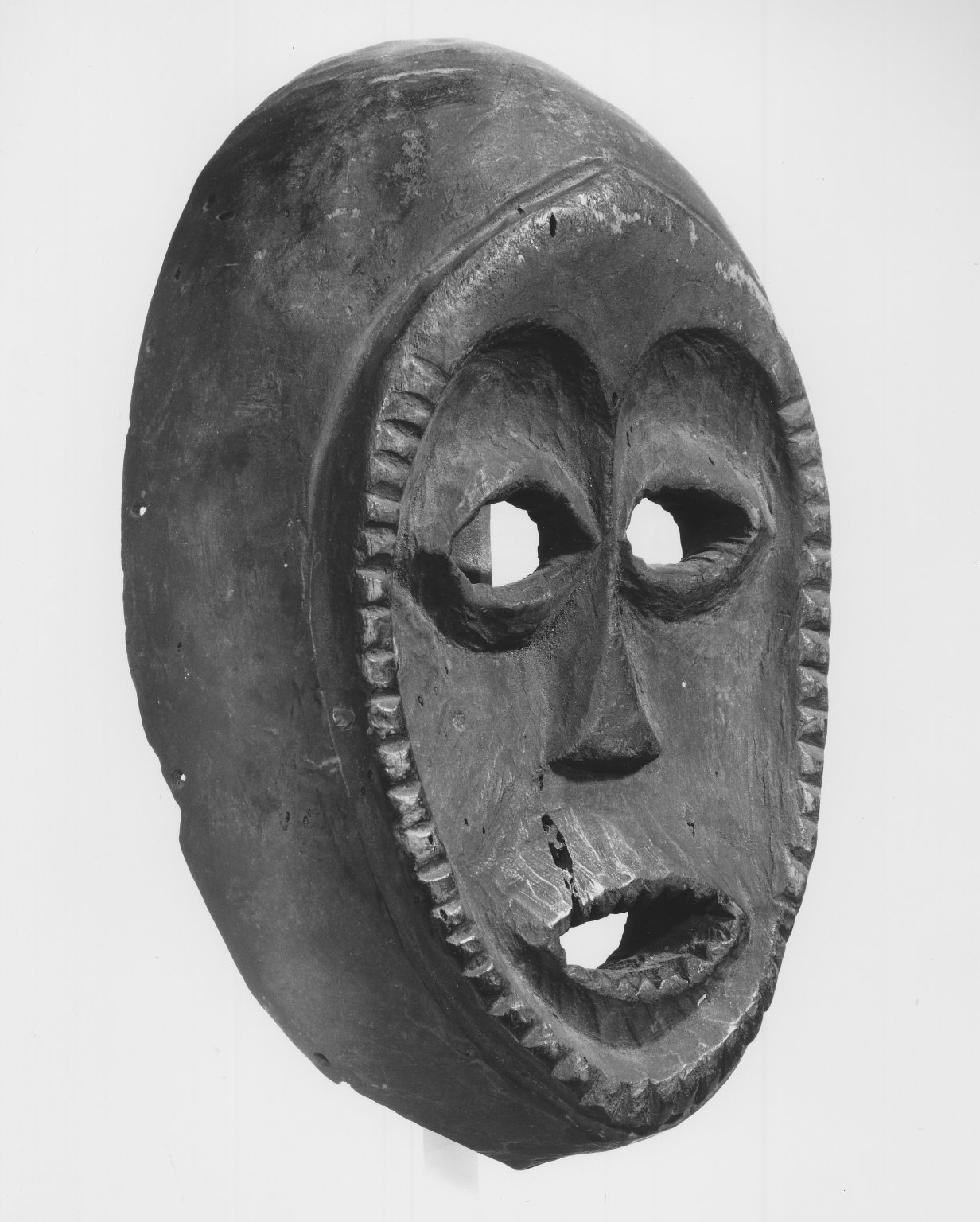
Masque facial ovoïde
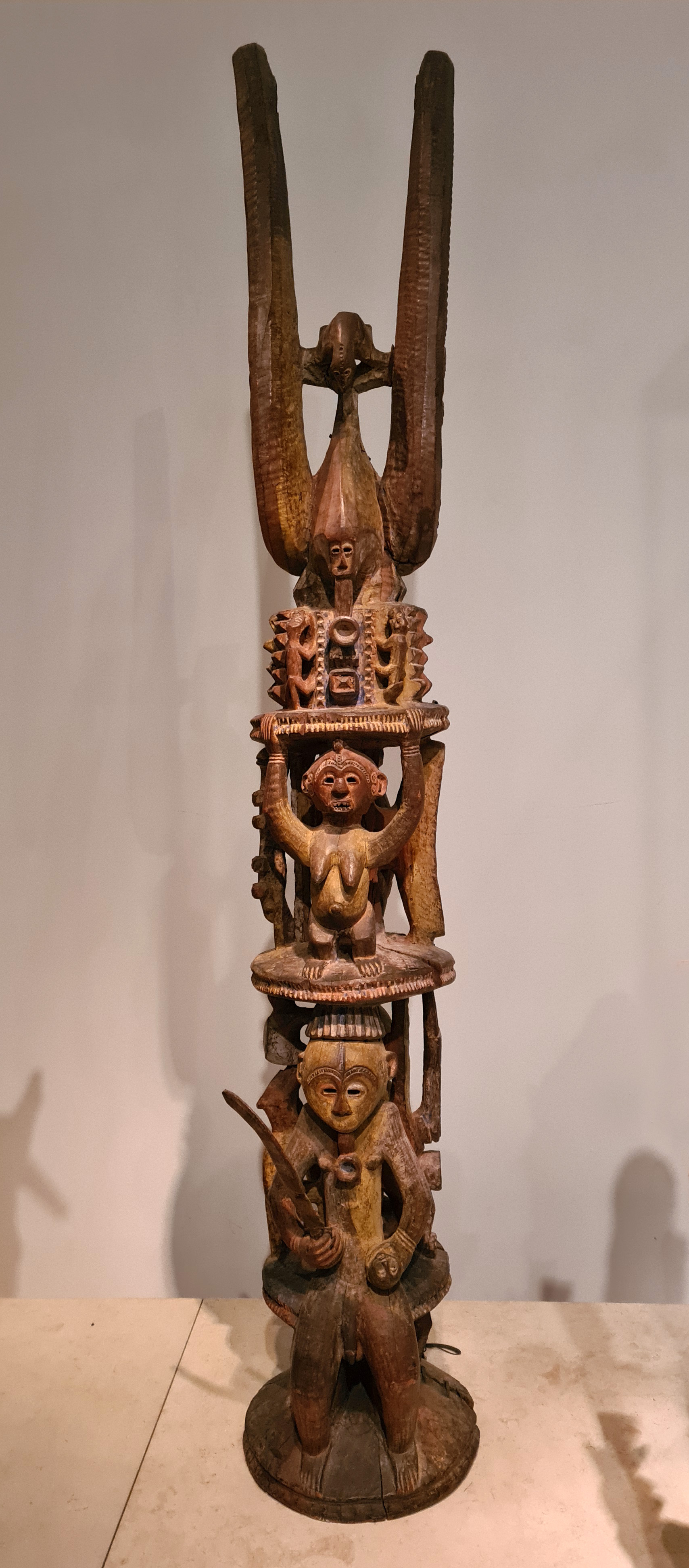
Sculpture